# Михаило-Архангельская церковь (Иркутск)
Михаи́ло-Арха́нгельская це́рковь (также Це́рковь Михаи́ла Арха́нгела, Ски́тская це́рковь) — православный храм, расположенный в городе Иркутске на улице Образцова.
3 мая 1872 года на территории скита Вознесенского монастыря была заложена деревянная церковь и братские кельи. 27 июня 1876 года церковь была освящена.
В 1938 году церковь закрыли. 23 мая 1944 года церковь была вновь открыта.
7 января 1998 года вышел в свет первый номер православной газеты «Верую!» — издание прихода храма во имя Архангела Михаила (Иннокентиевского скитского). Последний номер газеты вышел в мае 2020 года.